# Dalbke
Dalbke ist ein Ortsteil im Stadtbezirk Sennestadt der kreisfreien Stadt Bielefeld in Nordrhein-Westfalen.

## Geografie
Die Stadt Bielefeld ist unterhalb der zehn Bezirke nicht weiter in administrative oder politische Einheiten gegliedert. Stadtteile sind in Bielefeld daher nur informelle Teilgebiete, deren Abgrenzung sich meist auf das Gebiet einer Altgemeinde bezieht. Dalbke war jedoch nie eine eigene Gemeinde, was die genaue Abgrenzung erschwert. Zu statistischen Zwecken ist Bielefeld jedoch in 72 „statistische Bezirke“ eingeteilt. Der informelle Stadtteil Dalbke entspricht dabei in etwa dem statistischen Bezirk 65 Dalbke. Die Einwohnerzahl bezieht sich auf diesen Bezirk im Jahre 2022.
Dalbke liegt am Nordrand der dem Teutoburger Wald vorgelagerten Sennelandschaft, bildet den südöstlichsten Abschnitt des Bielefelder Stadtgebietes und grenzt im Süden an die Stadt Schloß Holte-Stukenbrock sowie im Nordosten an die Stadt Oerlinghausen.
Den südöstlichen Abschluss des Siedlungsschwerpunktes bildet der Menkebach, zudem entspringt als weiteres Fließgewässer der Strothbach im nördlichen Ortsbereich.

## Geschichte
Erstmals erwähnt wurde das namensgebende Gut „Dalbeke“ im Jahr 1587. Dieses Gut befand sich an einem bis in das 19. Jahrhundert hinein existierenden Vierländereck, an dem die seinerzeit eigenständigen Länder der Grafschaften Ravensberg, Lippe und Rietberg sowie das Bistum Paderborn aneinanderstießen. Die während des 18. Jahrhunderts errichteten Grenzsteine befinden sich noch heute an ihrem ursprünglichen Standort.
Das Dalbker Vierländereck war zu jener Zeit häufiges Ziel von aus Bielefeld entflohenen preußischen Deserteuren. Zum einen bot ihnen die dünn besiedelte Senne Schutz, zum anderen war eine Flucht in gleich drei selbständige Länder möglich.
Bevor der Industrielle Friedrich Ludwig Tenge im Jahr 1835 eine Papiermühle gründete und damit vielen Ortsansässigen eine Beschäftigung ermöglichte, wurden in Dalbke zuvor zumindest in geringem Umfang Ziegel hergestellt, deren Rohstoff eine dicht unter der Oberfläche lagernde Moräne lieferte.

## Kultur und Sehenswürdigkeiten

### Bauwerke
Im Norden von Dalbke befindet sich ein rund 15 Hektar großes Ausstellungsgelände, das primär für die jährlich durchgeführte Wirtschaftsmesse WISA genutzt wurde. Diese Messe galt einst als Nordrhein-Westfalens größte regionale Verbrauchermesse und zog in den 1970er Jahren mehrere hunderttausend Besucher an. Nachdem die Besucherzahlen in den Folgejahren jedoch kontinuierlich abnahmen, fand die WISA nach ihrer 40. Ausgabe im Jahr 2007 nicht mehr statt. Ein knapp sechs Hektar großer Teil des ehemaligen WISA-Geländes wurde daraufhin zu einem Verkehrsübungsplatz umgestaltet.

### Naturdenkmäler und Naturschutzgebiete
Trotz der verhältnismäßig geringen Ausdehnung verfügt Dalbke über drei Naturschutzgebiete, die jeweils im Jahr 2005 ausgewiesen wurden. Im Nordwesten befindet sich der 8,1 ha große Esselhofer Bruch, auf dessen Fläche Feuchtheide, Laubwald und Grünlandbrachen zu finden sind. Darüber hinaus befindet sich im Westen der 2,6 ha umfassende Eichen-Buchenwald Strothbach.
Das flächenmäßig größte und sich bis in den Kreis Lippe fortsetzende Schutzgebiet bildet das Menkhauser Bachtal mit einer Fläche von 36,1 ha, bei dem es sich um das Kastental des namensgebenden und in diesem Bereich naturnahen Lauf des Menkebachs handelt. Innerhalb dieses Schutzgebietes befindet sich der rund 2 ha große Dalbker Teich, bei dem es sich um eine im Jahr 1835 errichtete Stauanlage handelt, mit dessen Wasser die ehemalige Dalbker Papiermühle versorgt wurde. Heute dient dieser Teich als Angelgewässer.

## Infrastruktur und Wirtschaft

### Verkehr
Über das südliche Dalbker Ortsgebiet verläuft die Bundesautobahn 33; die nächstgelegene Anschlussstelle befindet sich in Schloß Holte-Stukenbrock. Ferner führt durch Dalbke der ehemalige von Sennestadt nach Paderborn führende Abschnitt der Bundesstraße 68. Er wurde nach Fertigstellung der A 33 zur Landesstraße 756 zurückgestuft.
Die Senne-Bahn (KBS 403) Bielefeld–Schloß Holte–Paderborn führt zwar über das Ortsgebiet, einen Haltepunkt gibt es jedoch in Dalbke nicht. Die nächstgelegenen Zusteigemöglichkeiten befinden sich in Sennestadt und in Schloß Holte.
Im Straßenpersonennahverkehr stellt die Stadtbuslinie 39 den Anschluss an das Zentrum von Sennestadt her, über die auch die angrenzenden Ortschaften Lipperreihe und Oerlinghausen erreichbar sind. Von Sennestadt aus kann die Bielefelder Innenstadt sowie mehrere Haltestellen der Stadtbahn Bielefeld erreicht werden.

### Ansässige Unternehmen
In Dalbke befindet sich der Firmensitz der DMG Mori Aktiengesellschaft, dem größten Werkzeugmaschinenhersteller in Deutschland.